# Eta Hydrae
Eta Hydrae (7 Hydrae) é uma estrela na direção da constelação de Hydra. Possui uma ascensão reta de 08h 43m 13.49s e uma declinação de +03° 23′ 55.2″. Sua magnitude aparente é igual a 4.30. Considerando sua distância de 466 anos-luz em relação à Terra, sua magnitude absoluta é igual a −1.48. Pertence à classe espectral B3V.... É uma estrela variável β Cephei.